# Bytom Odrzański
Bytom Odrzański este un oraș în Polonia.